# Thomas Harris
William Thomas Harris III, noto semplicemente come Thomas Harris (Jackson, 22 settembre 1940), è uno scrittore e giornalista statunitense, la cui opera più celebre è il romanzo Il silenzio degli innocenti.

## Biografia
Thomas Harris nasce a Jackson, nel Tennessee, nel 1940. Quando è ancora un bambino, con la sua famiglia si trasferisce a Rich, nel Mississippi, dove più tardi frequenta la Clarksdale High School; successivamente, si iscrive alla Baylor University di Waco, Texas.
Scrittore poco prolifico, in quasi 50 anni di carriera ha pubblicato solo sei romanzi, quattro dei quali legati alla serie che l'ha reso celebre, quella del personaggio Hannibal Lecter. Non rilascia interviste dal 1976 e di lui si hanno pochi dettagli, spesso riferiti da collaboratori o conoscenti, come Stephen King.
Dal 1968 al 1974 Harris lavora come reporter presso la Associated Press di New York, conoscendo così da vicino il mondo del crimine, cosa che gli tornerà molto utile nel suo primo romanzo Black Sunday (1975), ispirato dalla strage degli atleti israeliani alle Olimpiadi del 1972. Il libro ebbe un certo successo editoriale e venne portato sullo schermo già nel 1977 con la regia di John Frankenheimer, interpretato da Robert Shaw. Fu così la vendita dei diritti cinematografici a permettergli di dedicarsi alla scrittura a tempo pieno.
È del 1981 Il delitto della terza luna (Red Dragon). Da questo romanzo furono tratti due film: Manhunter - Frammenti di un omicidio del 1986 e Red Dragon del 2002. Qui per la prima volta appare Hannibal Lecter, uno psichiatria  cannibale, che è uno criminali più apprezzati della letteratura poliziesca.
Nel 1988 esce Il silenzio degli innocenti (The Silence of the Lambs) che gli procura un riconoscimento mondiale (grazie anche al film omonimo del regista Jonathan Demme, che vanta le interpretazioni di Jodie Foster e Anthony Hopkins, premi Oscar nel 1992).
Nel 1999 esce Hannibal, mentre nel 2006 esce Hannibal Lecter - Le origini del male.
Dal romanzo Hannibal è stato tratto il film omonimo del 2001, mentre da Le origini del male è stato tratto il film Hannibal Lecter - Le origini del male (Hannibal Rising) del 2007.
Il 9 maggio 2019, a tredici anni di distanza dal precedente, esce il romanzo Cari Mora. È il secondo romanzo di Harris, dopo Black Sunday, dove non compare Hannibal Lecter. 

## Opere
- Black Sunday', New York, Bantam Books, 1975.

Black Sunday, Milano, Sperling & Kupfer, 1976.
- Red Dragon, New York, Bantam Books, 1981.

Il delitto della terza luna, Milano, Mondadori, 1984.
- The Silence of the Lambs,  New York, St. Martin's Press, 1988.

Il silenzio degli innocenti, Milano, Mondadori, 1989. ISBN 88-04-31957-7.
- Hannibal, New York, Delacorte Press, 1999.

Hannibal, Milano, Mondadori, 1999. ISBN 88-04-44446-0.
- Hannibal Rising, New York, Delacorte Press, 2006.

Hannibal Lecter. Le origini del male, Milano, Mondadori, 2007. ISBN 978-88-04-56488-1.
- Cari Mora, New York, Grand Central Publishing, 2019.

Cari Mora, Milano, Mondadori, 2019. ISBN 978-88-04-71232-9.

## Sceneggiatore
- Hannibal Lecter - Le origini del male (Hannibal Rising - 2007) - Film